# بيرت هيلز
بيرت هيلز (بالإنجليزية: Bert Hales)‏ (21 نوفمبر 1908 في المملكة المتحدة - 1982) هو لاعب كرة قدم بريطاني (وحمل سابقاً جنسية المملكة المتحدة لبريطانيا العظمى وأيرلندا) في مركز الهجوم. لعب مع بريستون نورث إيند وستوك سيتي وستوكبورت كونتي ونادي تشيسترفيلد ونادي روتشديل ونادي نورثامبتون تاون ونوتينغهام فورست ونادي كيدرمينستر هاريرز لكرة القدم وBurton Town F.C. ‏ وDesborough Town F.C. ‏ وPeterborough & Fletton United F.C. ‏.